# Biológiai felezési idő
A radioaktív anyagok belélegzés vagy lenyelés útján képesek beépülni a szervekbe, szervcsoportokba. A radioaktív anyag mennyisége anyagcsere és bomlás útján csökken. A fizikai bomlást a felezési idővel, az anyagcserét a biológiai felezési idővel írhatjuk le. Utóbbi az az idő, amíg a szervezetbe jutott radioaktív anyag mennyisége az anyagcsere útján (salakanyagok, veríték) a felére csökken.
A két felezési időből képzett effektív felezési idő a teljes kiürülés időtartamát írja le:
| Elem           | Fizikai fi. | Biológiai fi. | Veszélyeztetett szerv |
| -------------- | ----------- | ------------- | --------------------- |
| Stroncium - 89 | 54 nap      | 50 év         | Csontok               |
| Stroncium - 90 | 28 év       | 50 év         | Csontok               |
| Jód - 131      | 8 nap       | 138 nap       | Pajzsmirigy           |
| Cézium - 137   | 30 év       | 140 nap       | Izomzat               |
| Bárium - 140   | 13 nap      | 200 nap       | Csontok               |